# Nestor Lakoba
Nestor Apollonovich Lakoba (Sucumi, 1.º de maio de 1893 – Tiblíssi, 28 de dezembro de 1936) foi um líder comunista do grupo étnico abecazes. Lakoba ajudou a criar o poder bolchevique na região de Abecásia após a Revolução Russa, e trabalhou como chefe da Abecásia, em decorrência de sua conquista pelo Exército Vermelho Bolchevique em 1921. Enquanto esteve no poder, Lakoba viu que, inicialmente, a Abecásia recebeu autonomia dentro da URSS como a República Socialista Soviética da Abecásia. Embora nominalmente uma parte da República Socialista Soviética da Geórgia (RSS) com um status especial de "República da União", a RSS Abecazes era efetivamente uma república separada, possibilitada pelo relacionamento próximo de Lakoba com Joseph Stalin. Lakoba se opôs, com sucesso, à extensão da coletivização da Abecásia, embora, em troca, Lakoba tenha sido forçado a aceitar uma queda na posição do local para uma república autônoma dentro da RSS da Geórgia.
Popular na Abecásia devido a sua capacidade de ressoar com o povo, Lakoba manteve um relacionamento próximo com Stalin, que frequentemente passava férias na Abecásia durante as décadas de 1920 e 1930. Esse relacionamento fez com que Lakoba se tornasse rival de um dos outros confidentes de Stalin, Lavrentiy Beria, que estava no comando da República Socialista Federativa Soviética da Transcaucásia, que incluía a Geórgia. Durante uma visita a Beria em Tbilisi em dezembro de 1936, Lakoba foi envenenado, permitindo que Beria consolidasse seu controle sobre a Abecásia e toda a Geórgia, além de considerar Lakoba e sua família como inimigos do Estado. Reabilitado após a morte de Stalin em 1953, Lakoba agora é reverenciado como um herói nacional na Abecásia.

## Primeiros anos

### Juventude e educação
Nestor Lakoba nasceu na aldeia de Lykhny, até então chamado de Sukhum Okrug, da província de Kutaisi, no Império Russo (agora Abecásia) em uma família de camponeses. Ele tinha dois irmãos, Vasily e Mikhail. Seu pai, Apolo, morreu três meses antes de seu nascimento; Mikhail Bgazhba, que trabalhava como primeiro secretário da Abecásia, escreveu que Apollo Lakoba foi baleado ao se opor aos nobres e proprietários de terras da região. A mãe de Lakoba se casou novamente duas vezes, mas os dois maridos morreram. Dos 10 aos 12 anos de idade, Lakoba frequentou uma escola paroquial em Nova Athos, seguido por mais dois anos de escolaridade em Lykhny. Ele entrou no Seminário Tiflis em 1905, mas não estava interessado em seu currículo religioso. Ele lia livros proibidos e era muitas vezes flagrado fazendo isso pelas autoridades escolares. Fisicamente inexpressivo, ele era quase totalmente surdo e usou aparelhos auditivos ao longo de sua vida, embora Leon Trótski lembrasse que ainda era difícil se comunicar com Lakoba. Isso se tornou uma característica bem conhecida de Lakoba, e ele seria jocosamente referido como Adagua (o "Surdo") por Joseph Stalin.
Em 1911, foi expulso do seminário por atividade revolucionária e mudou-se para Batumi, então um importante porto de exportação de petróleo do Cáucaso, onde deu aulas particulares e estudou para o exame do ginásio. Foi em Batumi que Lakoba conheceu os bolcheviques, trabalhando com eles desde o outono de 1911 e juntando-se oficialmente a eles em setembro de 1912. Ele se envolveu com a divulgação de propaganda entre os trabalhadores e camponeses da cidade e de toda Adjara, região local, e começou a refinar sua capacidade de se relacionar com as massas. Descoberto pela polícia, ele foi forçado a deixar Batumi em 1914, então mudou-se para Grózni, outra grande cidade petrolífera do Cáucaso, e continuou seus esforços para espalhar a propaganda bolchevique entre o povo. Lakoba continuou estudando em Grózni, passando nos exames em 1915 e, no ano seguinte, matriculou-se em Direito na Universidade Nacional da Carcóvia, atualmente chamado de Ucrânia, mas o início da Primeira Guerra Mundial e seu posterior efeito na Abecásia o levaram a abandonar seus estudos e retornar para casa depois de um curto tempo.

### As primeiras atividades bolcheviques
De volta à Abecásia, Lakoba assumiu um cargo na região de Gudauta, ajudando a construir uma ferrovia para a Rússia, enquanto continuava a espalhar propaganda bolchevique para os trabalhadores. A Revolução de Fevereiro de 1917, que acabou com o Império Russo, fez com que o status da Abecásia se tornasse contestado e pouco claro. Uma assembleia camponesa foi criada para governar a região e Lakoba foi eleito representante de Gudauta. Bgazhba escreveu que sua capacidade de se misturar com o povo da região, combinada com suas habilidades de oratória, o tornava a escolha ideal como representante. A reputação de Lakoba foi aprimorada em toda a Abecásia ao ajudar na criação de "Kiaraz" ("Киараз"; "apoio mútuo" na língua abecásia), uma brigada camponesa que, mais tarde, ajudaria a consolidar o controle bolchevique.
Lakoba era o líder bolchevique na Abecásia quando a Revolução começou em 1917. Baseados em Gudauta, no norte da Abecásia, os bolcheviques se opuseram aos mencheviques, que estavam centrados em Sucumi. Em 16 de fevereiro de 1918, Lakoba e Efrem Eshba, um bolchevique da Abecásia, derrubaram o Conselho Popular da Abecásia (APC), que controlava provisoriamente o local desde novembro de 1917. Auxiliado por marinheiros russos de navios de guerra atracados em Sucumi, o golpe durou apenas cinco dias, pois os navios de guerra partiram, removendo o principal apoio dos bolcheviques, e o APC conseguiu recuperar o controle. Lakoba se juntou a Eshba em abril, derrubando o APC mais uma vez. Eles mantiveram o poder por quarenta e dois dias, antes que as forças republicanas democráticas da Geórgia e os antibolcheviques abecásios recuperassem o controle da Abecásia, que eles consideravam parte integrante da Geórgia. Tanto Lakoba quanto Eshba fugiram para a Rússia e lá permaneceram até 1921. O APC manteve o controle da Abecásia e negociou com o governo da Geórgia o status final da região; em última análise, uma resolução não foi encontrada antes da invasão dos bolcheviques em 1921.
No outono de 1918, Lakoba recebeu ordens de retornar à Abecásia, a fim de atacar os mencheviques por suas posições de retaguarda. Ele foi capturado pelos mencheviques durante este tempo e preso em Sukhumi, mas libertado no início de 1919 devido à oposição pública. Em abril daquele ano, recebeu o convite para o cargo de comissário da polícia no distrito de Ochamchire, que aceitou e utilizou como meio de divulgação da propaganda bolchevique. Quando as autoridades centrais apoiadas pelos mencheviques souberam disso, Lakoba novamente deixou a Abecásia, permanecendo em Batumi por alguns meses. Enquanto estava lá, ele foi eleito vice-presidente do comitê do partido do distrito de Sucumi. Lakoba também liderou várias operações perto de Batumi que prejudicaram a capacidade do movimento branco (oponentes dos bolcheviques durante a Guerra Civil Russa) no Cáucaso, melhorando ainda mais sua imagem entre a liderança bolchevique.
Em 1921, Lakoba casou-se com Sariya Dzhikh-Ogly. Nascida em uma família rica em Batumi, seu pai era etnicamente adjariano, enquanto sua mãe era abecasiano e originalmente de Ochamchire. Eles se conheceram alguns anos antes, quando Lakoba estava se escondendo das forças de ocupação britânicas. No ano seguinte, eles tiveram seu único filho, um filho chamado Rauf. A família era unida, com Lakoba ajudando sua esposa a estudar e dando o mesmo a Rauf. Sariya passou a ser considerada uma excelente anfitriã, e sua cunhada Adile Abbas-Ogly escreveu que ela era bem conhecida em Moscou por isso, e um dos principais motivos pelos quais Stalin tirava férias na Abecásia.

## Líder da Abecásia

### Consolidação como um líder
Lakoba retornou à Abecásia em 1921, depois de ter sido ocupada pela Rússia bolchevique, como parte de sua conquista da Geórgia. Junto com Eshba e Nikolai Akirtava, Lakoba foi um dos signatários de um telegrama a Vladimir Lenin, anunciando a formação da República Socialista Soviética da Abecásia (RSS Abecásia), que, inicialmente, foi autorizada a existir como uma plena República da União Soviética. Um Comitê Revolucionário (Revkom), formado e liderado por Eshba e Lakoba, em preparação para a ocupação bolchevique, assumiu o controle da Abecásia. Revkom renunciou em 17 de fevereiro de 1922 e Lakoba foi eleito por unanimidade o Presidente do Conselho de Comissários do Povo, órgão formado naquele dia, efetivamente o chefe da Abecásia. Ele manteria este cargo até 17 de abril de 1930, quando o conselho foi abolido e substituído por uma Presidência do Comitê Executivo Central, embora Lakoba mantivesse a posição de liderança. Embora tido em alta consideração por seus companheiros revolucionários, Lakoba nunca teve um papel significativo dentro do Partido Comunista e se recusou a comparecer a qualquer reunião, já que o Partido Abecásia era simplesmente um ramo do Partido da Geórgia; em vez disso, usou sua rede de patrocínio para se consolidar.

### Lakoba no poder

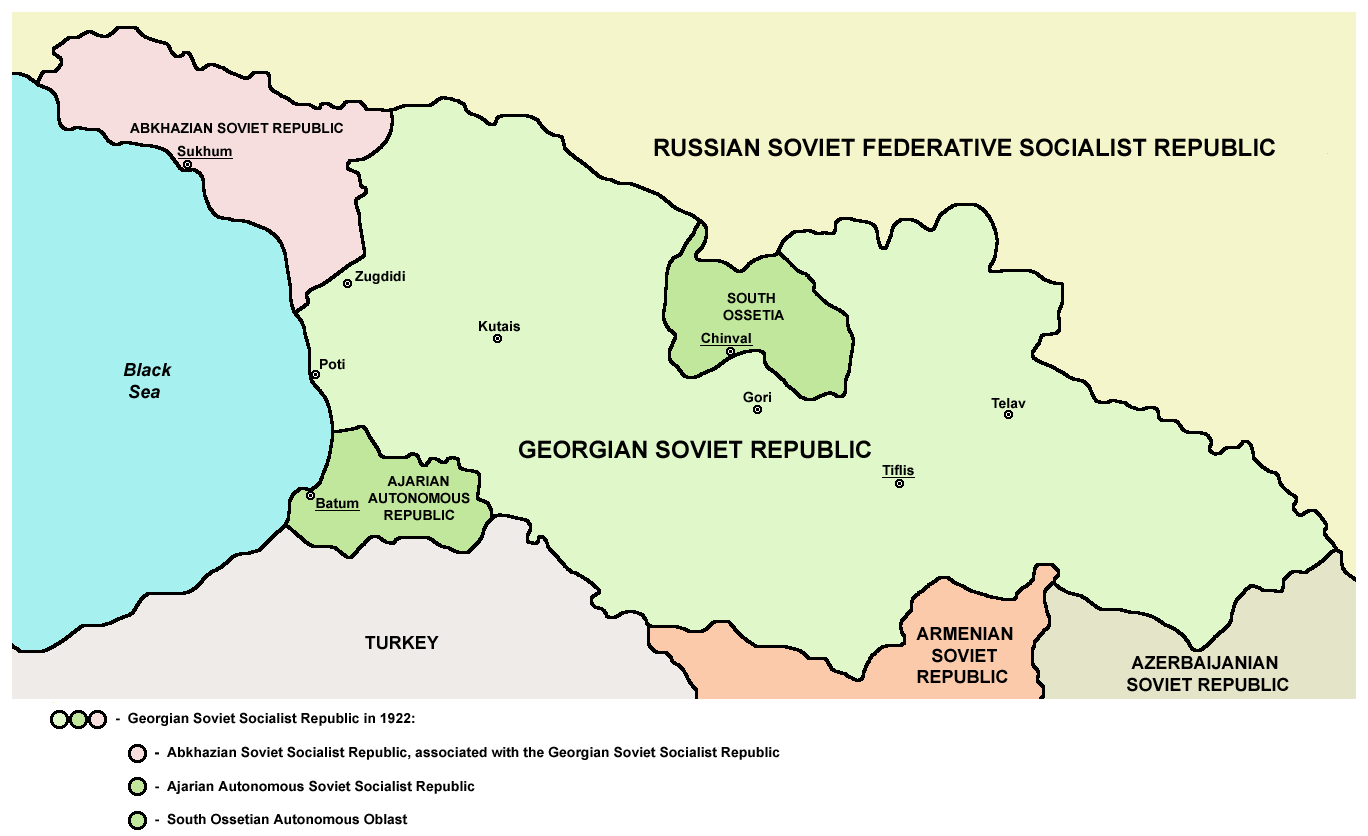
A aparição da RSS Geórgia em 1922. A RSS Abecásia é destacada em rosa

Líder incontestável da Abecásia, Lakoba tinha tanto controle que era jocosamente chamado de 'Lakobistan'. Amigo de longa data de vários líderes bolcheviques, entre eles Sergo Orjonikidze, Sergei Kirov e Lev Kamenev, sua relação com Stalin, por sua vez, tornou-se mais importante para a ascensão de Lakoba ao poder. Stalin gostava de Lakoba porque eles tinham muito em comum: ambos eram de Cáucaso, ambos cresceram sem pai (o pai de Stalin, Besarion Jughashvili, havia se mudado para trabalhar quando Stalin era jovem) e ambos frequentavam o mesmo seminário. Stalin admirava a pontaria de Lakoba, bem como seu trabalho durante a Guerra Civil. Familiarizado com a Abecásia desde seus dias revolucionários, Stalin construiu uma datcha na região e passou férias lá durante a década de 1920. Ele brincava: "Eu sou Koba e você é Lakoba" ("Я Коба, а ты Лакоба" em russo; Koba era um dos pseudônimos de Stalin como revolucionário).
Foi o papel que Lakoba desempenhou na própria ascensão de Stalin ao poder que consolidou seu estatuto social de alguém tão confiável próximo de Stalin. Quando Lenin morreu em janeiro de 1924, Leon Trótski, que era o único rival sério de Stalin na liderança, estava em Sucumi por motivos de saúde. Lakoba garantiu que Trótski fosse isolado imediatamente após a morte e o funeral de Lenin, um ato que ajudou Stalin a consolidar seu próprio poder. Embora os dois possivelmente tenham se conhecido durante a Guerra Civil, Lakoba e Stalin se conheceram adequadamente no Décimo Terceiro Congresso do Partido em Moscou, realizado em maio de 1924.
Lakoba usou seu relacionamento com Stalin para beneficiar a si mesmo e à Abecásia. Ciente de que a Abecásia seria marginalizada dentro da República Socialista Soviética da Geórgia (RSS da Geórgia), ele procurou manter a Abecásia como uma república de união plena. No final das contas, ele teve que conceder ao status de "república por tratado" da Abecásia na Geórgia, uma posição que nunca foi totalmente esclarecida. A Abecásia, como parte da RSS da Geórgia, juntou-se à República Socialista Federativa Soviética da Transcaucásia (uma união das RSS da Geórgia, Armênia e Azerbaijão) quando foi fundada em 1922. Lakoba, geralmente, evitava passar pelos canais do Partido, o que significaria lidar com funcionários relutantes na capital da Geórgia, Tbilisi e, em vez disso, usava suas conexões para ir diretamente a Moscou. Ele supervisionou a implementação da korenizatsiya, uma política introduzida em toda a União Soviética ao longo da década de 1920 que visava beneficiar as minorias étnicas, embora a maioria dos étnicos abecazes promovidos próximos de Lakoba fossem confiáveis. Em reconhecimento à sua liderança, em 15 de março de 1935, Lakoba e a Abecásia receberam a Ordem de Lenin, embora a cerimônia tenha sido adiada até o ano seguinte para coincidir com o décimo quinto aniversário do estabelecimento dos bolcheviques na Abecásia. Em dezembro de 1935, enquanto estava em Moscou, Lakoba recebeu a Ordem da Bandeira Vermelha em reconhecimento por seus esforços durante a Guerra Civil.
Como líder, Lakoba provou ser muito popular entre a população, o que contrastava com outros líderes de minorias étnicas em toda a União Soviética, que geralmente eram desconfiados pelos habitantes locais e considerados representantes do estado. Ele visitou as aldeias da Abecásia e, como escreveu Bgazhba, "Lakoba queria se familiarizar com as condições de vida dos camponeses". Em contrapartida, Lakoba era quieto e elegante com outros líderes bolcheviques, e evitava gritar para defender seu ponto de vista. Ele era especialmente conhecido por sua acessibilidade ao povo: um relatório de 1924 da jornalista Zinaida Rikhter dizia que:
"Em Sucumi, apenas na sala de recepção da Presidência, podemos ter uma ideia da identidade camponesa da Abecásia. De acordo com Nestor, como os camponeses são chamados um por um, eles vêm apresentando quaisquer coisas pequenas, ignorando decisões mais relevantes, com toda certeza que ele os ouvirá e tomará uma decisão que os agradem. O chefe da Abecásia, Nestor Lakoba, é amado pelos camponeses e por toda a população."

### Desenvolvimento da Abecásia

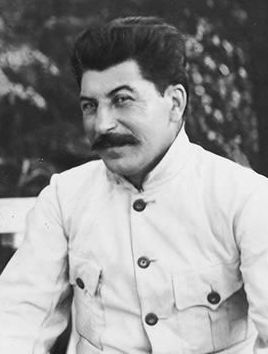
Foi devido ao seu relacionamento próximo com Stalin que Lakoba teve permissão para desenvolver a Abecásia de forma independente

Proponente do desenvolvimento da Abecásia, Lakoba supervisionou políticas de industrialização maciça, como a criação de uma operação de mineração de carvão perto da cidade de Tkvarcheli, embora não tenham tido um grande impacto na força econômica geral da região. Outros projetos incluíram a construção de novas estradas e ferrovias, a drenagem de zonas úmidas como medida preventiva contra a malária e o aumento da silvicultura. A agricultura também recebeu destaque, particularmente o tabaco: na década de 1930, a Abecásia fornecia até 52% de todas as exportações de tabaco da URSS. Outros produtos agrícolas, incluindo chá, vinho e frutas cítricas — especialmente tangerinas — foram produzidos em grandes quantidades, tornando a Abecásia uma das regiões mais prósperas de toda a União Soviética e consideravelmente mais rica que a Geórgia. A exportação desses produtos transformou a região em "uma ilha de prosperidade em um Cáucaso devastado pela guerra". A educação também foi uma questão importante para Lakoba, que supervisionou a construção de muitas novas escolas em toda a Abecásia: auxiliadas pelas políticas korenizatsiia que promoviam grupos étnicos locais, muitas escolas de ensino na língua abecázia foram abertas na década de 1920, bem como escolas em línguas georgiana, armênia e grega.
Lakoba estava determinado a manter a harmonia étnica na Abecásia, uma região demograficamente diversa. A etnia abcásia constituía apenas cerca de 25 a 30% da população durante as décadas de 1920 e 1930, que incluía um número significativo de georgianos, russos, armênios e gregos. Lakoba manteve a paz na Abecásia, ignorando a teoria de classe marxista e protegendo antigos proprietários de terras e nobres. Isso levou a um relatório de 1929 que pedia que ele fosse removido do poder. Stalin impediu isso, mas criticou Lakoba por seu erro de "buscar apoio em todas as camadas da população" (o que era contrário à política bolchevique).
A implementação da coletivização em toda a União Soviética, que começou em 1928, provou ser um grande problema tanto para a Abecásia, quanto para Lakoba. A prática agrícola tradicional da região consistia na agricultura conduzida por famílias individuais, embora a ajuda de outras famílias e amigos fosse frequente. O historiador Timothy Blauvelt afirmou que Lakoba tentou adiar a coletivização nos primeiros dois anos usando uma variedade de desculpas, como "condições locais", "atraso" dos métodos agrícolas locais, "tecnologia primitiva" e a falta de kulaks na Abecásia, embora Blauvelt acredite que foi o relacionamento de Lakoba com Stalin junto com a localização remota da Abecásia que atrasou a coletivização. A recusa de Lakoba em introduzir a política levou a mais disputas entre ele e o Partido Abecásia, sendo interrompido por Stalin, que repreendeu o Partido por "não levar em consideração as particularidades específicas da situação abecasiana, impondo, às vezes, a política de transferir mecanicamente formas russas da construção socialista em solo abecasiano".
Em janeiro de 1931, o Partido forçou a questão, enviando ativistas pela Abecásia para coagir os camponeses a se unirem. Houve protestos em grande escala em janeiro e fevereiro contra as mudanças. Lakoba provou ser incapaz de interromper totalmente a coletivização, embora tenha conseguido reduzir a gravidade de algumas das medidas mais extremas e interromper as deportações em massa. O historiador abkhaz Stanislav Lakoba argumentou que, uma vez que Stalin tivesse controle firme em Moscou, ele não estava mais interessado em indulgência para com Lakoba ou Abecásia: em troca da introdução relaxada da coletivização, Lakoba teve que concordar com a Abecásia, perdendo seu status de uma "república de tratado". Em 19 de fevereiro de 1931, a Abecásia foi rebaixada para uma República Autônoma, a República Socialista Soviética Autônoma da Abkházia, e assim foi colocada mais firmemente sob o controle georgiano. A mudança foi impopular na Abecásia e gerou protestos públicos em grande escala, o primeiro da região contra as autoridades soviéticas.

### Rivalidade com Beria

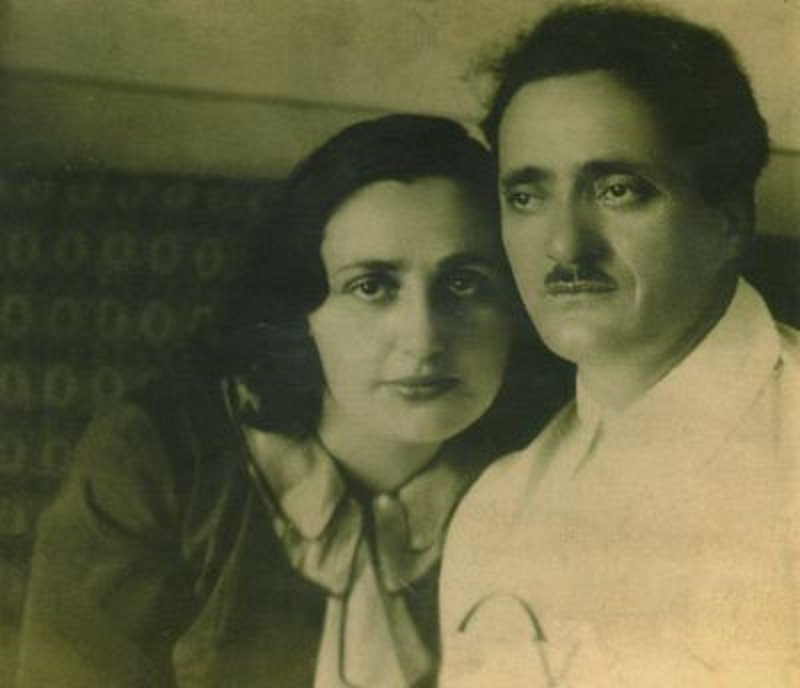
Lakoba com sua esposa, Sariya, 1930

Lakoba também foi influente na ascensão de Lavrentiy Beria. Foi por sugestão de Lakoba que Stalin conheceu Beria, um mingreliano étnico nascido e criado na Abecásia. Beria trabalhou como chefe da polícia secreta georgiana desde 1926 e, em novembro de 1931, com o apoio de Lakoba, foi nomeado segundo secretário da Transcaucásia, bem como primeiro secretário da Geórgia, e foi promovido a primeiro secretário da Transcaucásia em outubro de 1932. Lakoba apoiou a ascensão de Beria porque sentiu que, como um jovem nativo da Abecásia, Beria seria obediente a Lakoba, enquanto os funcionários anteriores não o haviam feito. O fato de Beria não ter acesso direto a Stalin também era importante, pois significava que Lakoba poderia manter seu relacionamento individualmente forte com Stalin. Blauvelt sugeriu que Lakoba queria Beria no poder para ajudar a anular acusações, registradas em 1929, que sustentavam que ele estava abusando de seu poder: um relatório apresentado ao Comitê Central em 1930 exonerou Lakoba, devido principalmente à falta de provas e à intercessão de Stálin. O papel de Beria como chefe da polícia secreta georgiana permitiu-lhe influenciar fortemente quaisquer investigações futuras.
Uma vez nessa posição, Beria começou a minar Lakoba e a obter acesso mais próximo a Stalin. Lakoba, que passou a desprezar Beria, procurou desacreditá-lo. A certa altura, Lakoba disse ao colega bolchevique Sergo Ordzhonikidze que Beria uma vez disse que Ordzhonikidze "teria atirado em todos os georgianos na Geórgia se não fosse por [Beria]" quando liderou a invasão da Geórgia em 1921 e discutiu o boato de que Beria havia trabalhou como agente duplo contra os bolcheviques no Azerbaijão em 1920. A historiadora Amy Knight sugere que outra fonte de tensão pode ter sido a animosidade de longa data entre mingrelianos e abkhazianos. Durante o Segundo Plano Quinquenal, que começou em 1933, Beria tentou iniciar o assentamento de um grande número de mingrelianos na Abecásia, embora tenha sido bloqueado. A relação entre Beria e Lakoba se deteriorou à medida que cada um tentava se aproximar de Stalin, e Lakoba manteve seu relacionamento próximo.
Em 1933, Beria aparentemente organizou um evento para tentar ganhar o apoio de Stalin, que estava hospedado em sua dacha em Gagra, no norte da Abecásia. Em 23 de setembro, Stalin fez um curto passeio de barco no Mar Negro, que sua dacha negligenciava, usando o Red Star, um pequeno barco que não estava equipado para águas abertas. Stalin, Beria, Kliment Vorochilov e alguns outros passageiros pretendiam ir ao longo da costa por algumas horas. Ao se aproximarem de seu destino para um piquenique, perto da cidade de Bichvinta, três tiros de fuzil caíram na água perto do barco, vindos do farol ou de um posto de fronteira. Nenhum dos tiros foi próximo, embora Beria, posteriormente, tenha contado que cobriu o corpo de Stalin com o seu. Inicialmente, Stalin brincou com o episódio e, mais tarde, tenha enviado alguém para investigar e recebeu uma carta do guarda de fronteira que aparentemente atirou, pedindo perdão e explicando que achava que era uma embarcação estrangeira. A própria investigação de Beria culpou Lakoba pela política de atirar em navios desconhecidos, mas o assunto foi arquivado por ordem dos superiores de Beria quando começaram a se espalhar rumores de que todo o incidente foi encenado para incriminar Lakoba.
Outra fonte de discórdia entre Beria e Lakoba dizia respeito a uma publicação de 1934, intitulado Stalin e Khashim (Сталин и Хашим, em russo). O livro narra um período da vida de Stalin como um revolucionário, quando em 1901–1902 ele se escondeu com um aldeão chamado Khashim Smyrba perto de Batumi. Isso mostrava Stalin como alguém próximo ao povo, algo que Stalin gostava de ouvir. Ostensivamente escrito por Lakoba, o livro foi elogiado por Stalin, que gostou da descrição de Khashim como "simples, ingênuo, mas honesto e devotado". Em resposta, Beria iniciou um projeto para registrar todo o tempo de Stalin como revolucionário no Cáucaso. A obra finalizada, Sobre a Questão da História das Organizações Bolcheviques na Transcaucásia (К вопросу об истории большевистских организаций в Закавказье) realçou e engrandeceu falsamente o papel de Stalin na região. Quando foi publicado no jornal Pravda, Beria tornou-se conhecido em toda a União Soviética.
A partir de 1935, Stalin fez aberturas para que Lakoba se mudasse para Moscou e substituísse Genrikh Yagoda como chefe do NKVD, a polícia secreta soviética. Lakoba recusou a oferta em dezembro de 1935, contente em permanecer na Abecásia. Essa recusa total de tal oferta só trouxe problemas para Lakoba, pois fez com que a boa vontade de Stalin começasse a se dissipar. Depois que Stalin repetiu sua oferta em agosto de 1936, apenas para ser recusada novamente, uma nova lei foi implementada, "Sobre as nomenclaturas com tipos de letras corretas dos assentamentos". Isso forçou os topônimos de toda a Abecásia a mudarem das regras de ortografia da língua abecásia ou russa para as regras da Geórgia. A capital da Abecásia, conhecida em russo como Sukhum, agora oficialmente se tornou Sucumi. Lakoba, que se recusou a emitir placas na Abecásia até que eles mudassem o local de "Geórgia" para "Abecásia", reconheceu que este foi um movimento deliberado de Beria e Stalin para miná-lo e tomou cuidado. Ele começou a fazer lobby com Stalin para transferir a Abecásia da Geórgia para o vizinho Krasnodar Krai, na Rússia, mas foi rejeitado todas as vezes. Na última visita de Lakoba a Moscou e Stalin, ele tocou no assunto uma última vez e reclamou de Beria.

## Morte

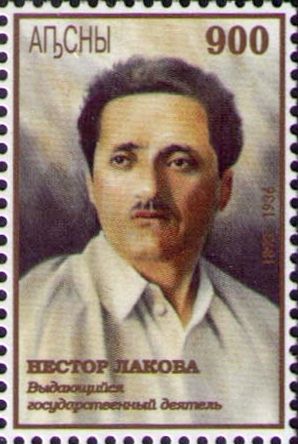
Lakoba em um selo postal da Abecásia, registrado em 1997. Ele é considerado um herói nacional na Abecásia

Como Lakoba era popular na Abecásia e querido por Stalin, foi difícil para Beria removê-lo. Em vez disso, em 26 de dezembro de 1936, Beria convocou Lakoba à sede do Partido em Tiblíssi, ostensivamente para explicar suas recentes interações com Stalin. Beria convidou Lakoba para jantar no dia seguinte, onde lhe serviram truta frita, uma das favoritas de Lakoba e uma taça de vinho envenenado. Eles assistiram à ópera após o jantar, assistindo à peça Mzetchabuki ( მზეჭაბუკი; "Homem-sol" em georgiano). Durante a apresentação, Lakoba deu os primeiros sinais de envenenamento e voltou para seu quarto de hotel, onde morreu na madrugada seguinte. Oficialmente, Lakoba teria morrido de ataque cardíaco, embora um exame médico anterior em Moscou tenha mostrado que ele tinha arteriosclerose (espessamento das artérias), cardiosclerose (espessamento do coração) e erisipela (inflamação da pele) na aurícula esquerda, que levou à sua perda auditiva. Seu corpo foi devolvido a Sucumi, embora todos os órgãos internos (que poderiam ter ajudado a identificar a causa da morte) tenham sido removidos.
Knight sugere que Stalin deve ter autorizado o assassinato de Lakoba, já que Beria não ousaria matar alguém tão importante quanto Lakoba sem a aprovação de seu líder. É notável que, embora telegramas de condolências tenham vindo de vários altos funcionários da União Soviética, o próprio Stalin não os enviou, e não tentou investigar que papel, se algum, Beria pode ter desempenhado na morte de Lakoba. Lakoba foi acusado de "desvio nacionalista", de ter ajudado Trótski e de tentar matar Stalin e Beria.
Apesar das denúncias imediatas, Lakoba foi velado em Sucumi por dois dias e recebeu um elaborado funeral de estado em 31 de dezembro, ao qual compareceram 13 000 pessoas, embora não Beria (embora ele tenha ajudado a levar o caixão de volta para Sucumi). A primeira aviadora abecasiana, Meri Avidzba, circulou sua aeronave como parte do funeral. Inicialmente enterrado no Jardim Botânico de Sucumi, o corpo de Lakoba foi transferido na primeira noite para o Cemitério de São Miguel, em Sucumi, onde permaneceu por vários anos antes de ser devolvido ao seu local original. De acordo com as memórias de Nikita Khrushchev, Beria mandou exumar e queimar o corpo de Lakoba sob o pretexto de que um "inimigo do povo" não merecia ser enterrado na Abecásia; isso pode ter sido feito para esconder evidências de envenenamento.

### Consequências na família de Lakoba

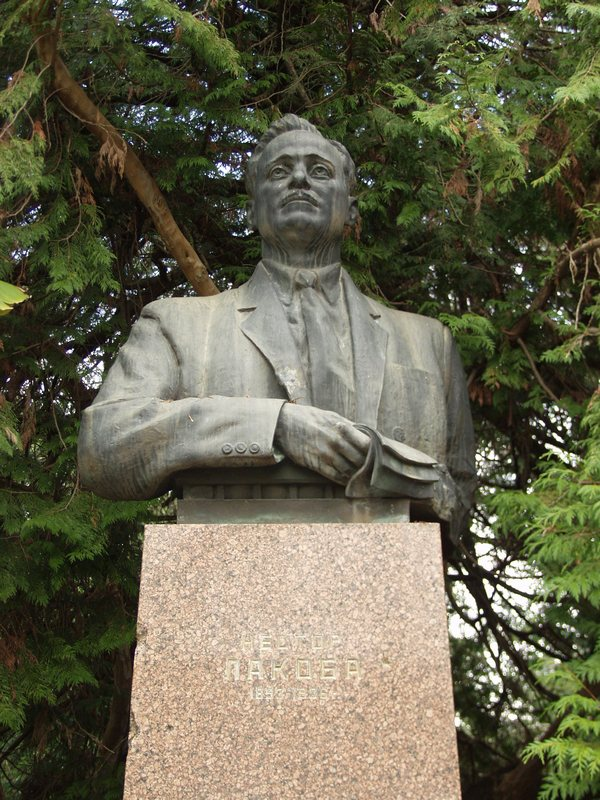
A estátua de Lakoba no Jardim Botânico de Sucumi. Foi erguido em 1959, após a reabilitação de Lakoba

Nos meses que se seguiram à morte de Lakoba, membros de sua família foram indiciados em acusações contra o Estado. Seus dois irmãos foram presos em 9 de abril de 1937, e sua mãe e Sariya foram presos em 23 de agosto daquele ano. Um julgamento de treze membros da família de Lakoba foi conduzido entre 30 de outubro e 3 de novembro de 1937 em Sucumi, com acusações que incluíam atividades contrarrevolucionárias, subversão e sabotagem, espionagem, terrorismo e organização insurgente na Abecásia. Nove dos réus, incluindo os dois irmãos de Lakoba, foram baleados na noite de 4 de novembro. Rauf, o filho de 15 anos de Lakoba, tentou falar com Beria, que visitou Sucumi para ver o início do julgamento. Ele também foi preso prontamente. Sariya foi levada para Tiblíssi e torturada para extrair uma declaração que implicasse Lakoba, mas recusou, mesmo depois que Rauf foi torturado na frente dela. Sariya morreria na prisão em Tiblíssi em 16 de maio de 1939. Rauf foi enviado para um campo de trabalhos forçados e acabou sendo baleado na prisão de Sucumi em 28 de julho de 1941.
Com a morte de Lakoba, Beria efetivamente assumiu o controle da Abecásia e implementou uma política de "georgificação". Funcionários abecazes foram expurgados, ostensivamente sob a acusação de tentar assassinar Stalin. O maior impacto da política envolveu o assentamento de milhares de agricultores étnicos mingrelianos em toda a Abecásia, que deslocou a etnia abecazes e reduziu sua proporção geral da população na região. Beria abandonou a política de Lakoba de lutar pela harmonia étnica. Favorecendo seus companheiros mingrelianos, ele conseguiu cumprir os objetivos de um projeto iniciado em 1933 no início do segundo plano quinquenal da União Soviética, para povoar a Abecásia com mingrelianos étnicos que serviriam idealmente como contrapeso aos abecazes.

## Legado
Durante o restante da era stalinista, Lakoba foi visto como um "inimigo do povo" e só foi reabilitado em 1953. Uma estátua foi construída em sua homenagem no Jardim Botânico de Sucumi em 1959, e ele foi, posteriormente, homenageado na Abecásia. Em 1965, Mikhail Bgazhba, o primeiro secretário do Partido Comunista Abecásia de 1958 a 1965, escreveu uma breve biografia de Lakoba, reabilitando-o em grande parte. Na Abecásia, ele é reverenciado como um herói e associado ao seu primeiro grande sucesso de cultura e desenvolvimento na região.
Um museu dedicado à vida de Lakoba foi criado em Sucumi, embora tenha sido incendiado durante a guerra na Abecásia em 1992–1993. Os planos para construir um novo museu foram anunciados pelo governo, de fato, da Abecásia em 2016. Após sua morte, os papéis coletados de Lakoba foram inicialmente enterrados para evitar que fossem destruídos. Eles foram recuperados vários anos depois por seu cunhado, o único membro de sua família a sobreviver. Os papéis foram trazidos pela primeira vez para Batumi, na Geórgia. Começando na década de 1980, eles foram lentamente devolvidos à Abecásia, com muitos eventualmente dados às universidades de Princeton e Stanford.